# Pyronia pulchella
Pyronia pulchella är en fjärilsart som beskrevs av Felder 1867. Pyronia pulchella ingår i släktet Pyronia och familjen praktfjärilar. Inga underarter finns listade.